# Trebandad strandpipare
Trebandad strandpipare (Thinornis tricollaris) är en afrikansk fågel i familjen pipare inom ordningen vadarfåglar.

## Kännetecken

### Utseende
Trebandad strandpipare är en 18 centimeter lång pipare med påtagligt långa vingar och stjärt. Adulta fågeln har brun ovansida och vit undersida med två svarta bröstband, vilket gett arten dess namn. Huvuden är pregnant tecknat med svart hjässa, långt vitt ögonbrynsstreck från den vita pannan till nacken och grått ansikte som blir brunt bakåt nacken. Näbben är svart med röd bas och runt ögat syns en röd ögonring.
De två underarterna (eller arterna, se nedan) skiljer sig något åt, där bifrontatus på Madagaskar har ett grått band mellan näbben och den vita pannan samt helgrått huvud. Arten skiljer sig från liknande mörkare savannstrandpiparen (T. forbesi) genom att den senare har brun panna och saknar vitt vingband.

### Läten
Lätet är en genomträngande och diskant vissling som i engelsk litteratur beskrivs som "weee-weet".

## Utbredning och systematik
Trebandad strandpipare delas in i två underarter med följande utbredning:
- Thinornis tricollaris tricollaris – Etiopien till Tanzania, Gabon, Tchad och Sydafrika
- Thinornis tricollaris bifrontatus – på Madagaskar

Arten har också nyligen koloniserat Egypten.

### Släktestillhörighet
Trebandad strandpipare placeras traditionellt i Charadrius men genetiska studier visar att detta är kraftigt parafyletiskt, där arterna i släktet inte står varandra närmast. Istället är en stor grupp strandpipare, däribland svartbent strandpipare, närmare släkt med vipor i Vanellus och andra udda arter som snednäbb i Nya Zeeland (Anarhynchus frontalis) än med typarten för släktet större strandpipare. BirdLife Sveriges taxonomikommitté flyttade därför 2024 denna grupp till snednäbbens släkte Anarhynchus. 
Även i begränsad mening är dock Charadrius genetiskt uppdelat i två relativt gamla klader, åtskilda sedan mellan mitten av Miocen och mitten av Oligocen, som dessutom representerar två separata zoogeografiska radiationer. Den ena kladen består av de tre nordamerikanska arterna skrikstrandpipare, flöjtstrandpipare och flikstrandpipare, men även större strandpipare som är typart för släktet Charadrius. Den andra, större kladen förekommer enbart i Gamla världen: de båda afrikanska arterna savannstrandpipare och trebandad strandpipare samt flodstrandpipare och förmodade systerarten mindre strandpipare samt tre udda pipare i Australien och Nya Zeeland vilka tidigare urskildes i egna släkten: svarthuvad strandpipare, svartpannad strandpipare och chathampipare. I AviList urskiljs den senare kladen i ett eget släkte, där Thinornis har prioritet. I samband med lanseringen av AviList i juni 2025 anslöt BirdLife Sverige till listans taxonomi.

## Levnadssätt
Trebandad strandpipare förekommer i inlandet vid floder, sjöar och vattensamlingar. Den häckar i en uppskrapad grop på klappersten- och grusstränder. Den ses ofta ensam, ibland i småflockar, på jakt efter insekter, maskar eller andra ryggradslösa djur.

## Status
Internationella naturvårdsunionen IUCN bedömer hotstatus för tricollaris och bifrontatus var för sig, båda som livskraftiga. För båda anses populationsutvecklingen vara osäker. Beståndet uppskattas till 70 000–140 000 individer för tricollaris och 10 000–30 000 individer för bifrontatus.

## Namn
Arten har även kallats trebandad pipare, men tilldelades 2024 ett mer informativt namn av BirdLife Sveriges taxonomikommitté för att bättre rimma med artens närmaste släktingar.

## Bilder

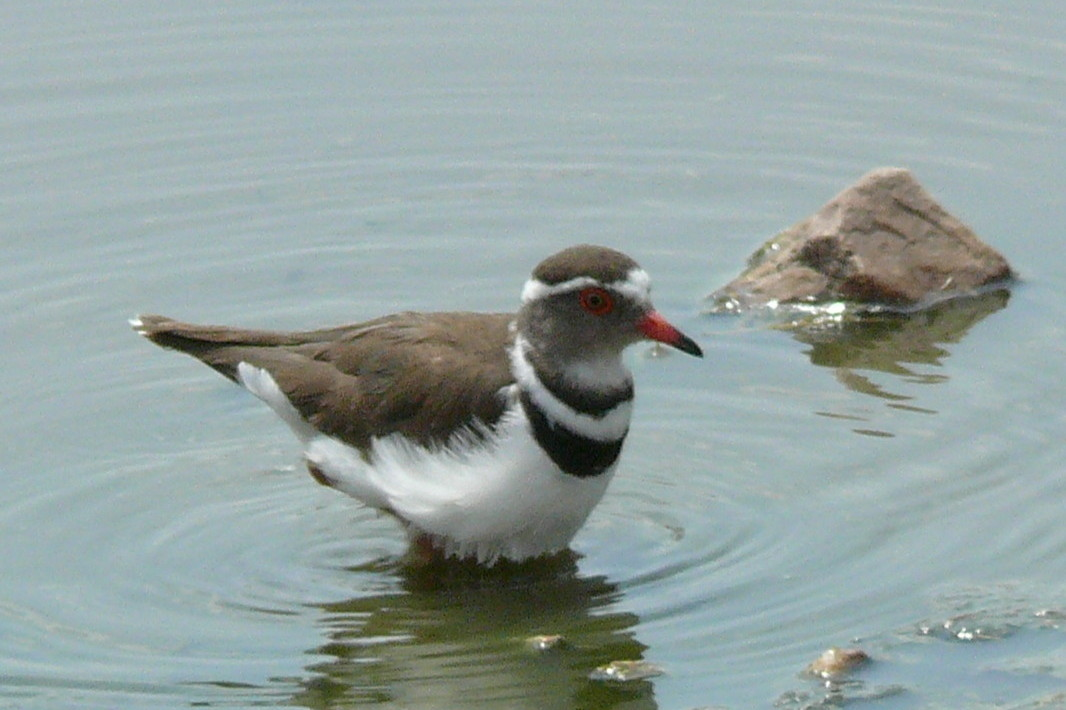
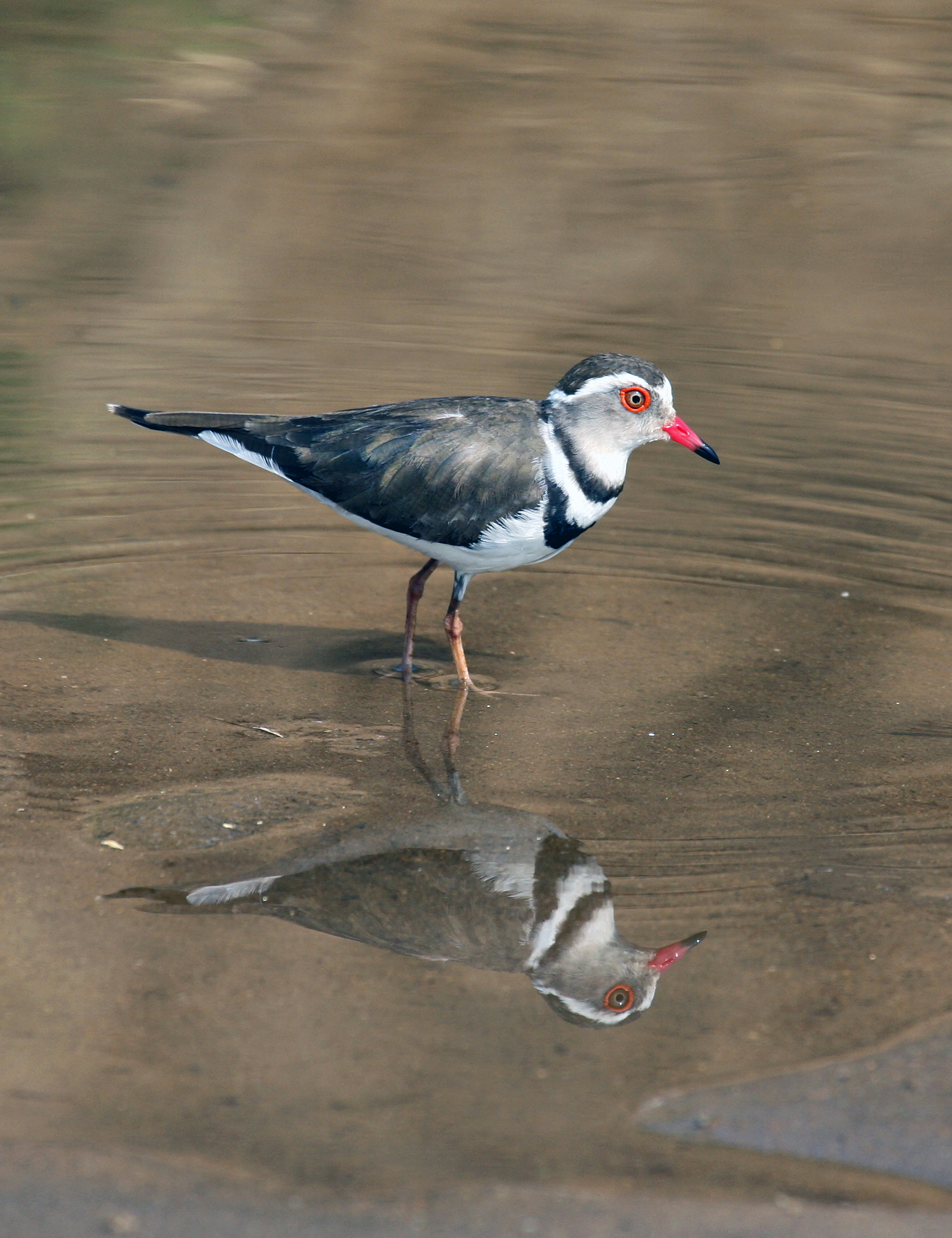